# Flow Champions Cup
La Coppa della Giamaica (Flow Champions Cup) è il principale torneo calcistico ad eliminazione diretta organizzato dalla Federazione calcistica della Giamaica.

## Albo d'oro

### All-Island Knockout Championship
- 1964 :  Cavalier

### National Knockout Competition
- 1972 :  Cavalier
- 1978 :  Cavalier

### NBS Federation (FA) Cup
- 1990/91 :  Olympic Gardens 1-0  Hazard United
- 1991/92 :  Seba Utd
- 1992/93 :  Olympic Gardens
- 1993/94 :  Harbour View
- 1994/95 :  Reno
- 1995/96 :  Reno 1-0  Arnett Gardens
- 1996/97 :  Naggo Head 1-0  Hazard United
- 1997/98 :  Harbour View 1-0  Waterhouse
- 1998/99 :  Tivoli Gardens 2-0  Violet Kickers
- 1999/00 :  Hazard United 1-0  Wadadah
- 2000/01 :  Harbour View 3-0  Wadadah
- 2001/02 :  Harbour View 2-1  Rivoli United
- 2002/03 :  Hazard United 1-0  Harbour View
- 2003/04 :  Waterhouse 2-1  Village United

### Red Stripe Champions Cup
- 2004/05 :  Portmore Utd 3-1  Harbour View
- 2005/06 :  Tivoli Gardens 3-2 (dts.)  Portmore Utd
- 2006/07 :  Portmore Utd 2-1 (rig.)  Boys' Town

### City of Kingston (COK) Co-operative Credit Union Champions Cup
- 2007/08 :  Waterhouse  2-0   Tivoli Gardens

### Flow Champions Cup
- 2008/09 :  Boys' Town  3-0   Tivoli Gardens
- 2009/10 :  Boys' Town  3-2   Humble Lions
- 2010/11 :  Tivoli Gardens  3-0   St. George's
- 2011/12 : Non disputato
- 2012/13 : Non disputato
- 2013:  Waterhouse 3-1 (rig.)  Tivoli Gardens
- 2014:  Reno 4-3  Montego Bay Utd

## Titoli per squadra
| Vittorie | Squadra         | Stagioni                           |
| -------- | --------------- | ---------------------------------- |
| 4        | Harbour View    | 1991/92, 1997/98, 2000/01, 2001/02 |
| 4        | Portmore Utd    | 1999/00, 2002/03, 2004/05, 2006/07 |
| 3        | Tivoli Gardens  | 1998/99, 2005/06, 2010/11          |
| 3        | Reno            | 1994/95, 1995/96, 2014             |
| 3        | Waterhouse      | 2003/04, 2007/08, 2013             |
| 2        | Olympic Gardens | 1990/91, 1992/93                   |
| 2        | Boys' Town      | 2008/09, 2009/10                   |
| 1        | Naggo Head      | 1996/97                            |
| 1        | Seba Utd        | 1991/92                            |